# Belgique aux Jeux olympiques d'été de 1928
La Belgique participe aux Jeux olympiques d'été de 1928 à Amsterdam aux Pays-Bas. 187 athlètes belges, 176 hommes et 11 femmes, ont participé à 90 compétitions dans 15 sports. Ils y ont obtenu trois médailles : une d'argent et deux de bronze.

## Médailles
| Médaille | Discipline | Épreuve                 | Athlète                                            | Performance | Date |
| -------- | ---------- | ----------------------- | -------------------------------------------------- | ----------- | ---- |
| Argent   | Lutte      | Poids coq, -56 kg       | Edmond Spapen                                      |             |      |
| Bronze   | Boxe       | Poids moyens (-72.6 kg) | Leonard Steyaert                                   |             |      |
| Bronze   | Aviron     | Deux barré              | Georges Anthony, François de Coninck, Léon Flament |             |      |